# Термоспрей
Термоспрей — метод ионизации в масс-спектрометрии.
В термоспрее раствор, содержащий анализируемые вещества, подаётся через нагретый до высокой температуры стальной капилляр в камеру с пониженными давлением. Перегретый растворитель мгновенно испаряется и ионы из жидкой фазы переходят в газовую. Если молекулы анализируемого вещества не были ионами в растворе, они могут ионизоваться в газовой фазе при взаимодействии с другими ионами, аналогично химической ионизации. В некоторых конструкциях, для того, чтобы повысить эффективность ионизации, применяется коронный разряд, так же как и в химической ионизации при атмосферном давлении.
В настоящее время термоспрей практически вытеснен методами ионизации при атмосферном давлении.